# Diarrhegmoides hastata
Diarrhegmoides hastata är en tvåvingeart som beskrevs av Malloch 1939. Diarrhegmoides hastata ingår i släktet Diarrhegmoides och familjen borrflugor. Inga underarter finns listade i Catalogue of Life.